# Nakano (Nagano)
Nakano (Japans: 中野市, Nakano-shi) is een stad in de prefectuur Nagano op het Japanse eiland Honshu. De stad heeft een oppervlakte van 112,06 km² en had in 2007 ongeveer 46.000 inwoners.
Nakano heeft een uitgebreide agrarische industrie met topkwaliteit fruit en groenten waaronder Fiji appels, Kyohō druiven, perzik, peer, rijst, asperge en paddenstoelen.

## Geschiedenis
Nakano werd op 1 juli 1954 een stad (shi) door samenvoeging van de gemeentes Nakano, Hiraoka, Hirano, Shinano, Nagaoka, Hino en Yamato.

## Verkeer
Nakano ligt aan de Iiyama-lijn van East Japan Railway Company.
Nakano ligt aan de Jōshinetsu-autosnelweg en aan de  autowegen 117, 292 en 403.

## Aangrenzende steden
- Nagano
- Iiyama

## Geboren
- Mamoru Fujisawa (6 december 1950), componist, dirigent, arrangeur, letterzetter en auteur